# Đường tỉnh 127
Đường tỉnh 127 hay tỉnh lộ 127, viết tắt ĐT127 hay TL127 là đường tỉnh nối thị xã Mường Lay, tỉnh Điện Biên với thị trấn Mường Tè, huyện Mường Tè, tỉnh Lai Châu.

## Lộ trình
Đường tỉnh 127 có chiều dài 109,7 km, được mở dọc theo bờ trái sông Đà đến cầu Pô Lếch 22°21′39″B 102°46′53″Đ / 22,360797°B 102,781389°Đ thì theo thung lũng của dòng Nậm Bum đến thị trấn Mường Tè 22°22′45″B 102°49′25″Đ / 22,379137°B 102,82362°Đ.
Theo Quy hoạch tỉnh Lai Châu thì đường tỉnh 127 có chiều dài 108,2 km, trong đó có 32 km là đường bê tông nhựa, có chất lượng mặt đường tốt và 76,2 km là đường nhựa, chất lượng mặt đường trung bình; đi qua xã Lê Lợi, Pú Đao, Nậm Hàng, thị trấn Nậm Nhùn, Mường Mô (huyện Nậm Nhùn), Kan Hồ, Bum Tở, thị trấn Mường Tè (huyện Mường Tè); đạt tiêu chuẩn cấp IV – VI miền núi.